# Helmut Wolf (Politiker, 1948)
Helmut Wolf (* 3. Mai 1948 in Wolfen) ist ein ehemaliger rechtsextremer Politiker (DVU, FDVP).

## Ausbildung und Leben
Helmut Wolf machte 1964 bis 1967 eine Facharbeiterlehre als Mess- und Regelungsmechaniker im Chemiekombinat Bitterfeld (CKB) und leistete 1968/69 Wehrdienst bei der Nationalen Volksarmee (NVA). Von 1969 bis 1970 war er Mess- und Regelungsmechaniker, bevor er 1970 bis 1974 ein Studium an der Ingenieurhochschule Leipzig absolvierte und dieses als Diplom-Ingenieur für Technische Kybernetik abschloss. 1974 bis 1976 war er als Schaltingenieur, 1977 bis 1978 als Reichsbahn-Inspektor beim Gleisbaubetrieb Bitterfeld tätig. 1979 bis 1980 war er Bauleiter beim Generalauftragnehmer Braunkohlen- und Schachtbau Welzow (GAN BUS) Tagebauneuaufschluss Delitzsch-Süd-West (DSW). Von 1980 bis 1991 arbeitete er als Bauleiter E-Technik und Leiter Realisierung in den Tagebauen Köckern, Goitzsche, Golpa, Delitzsch. 1992 wechselte er zu FI E-Technik Bereiche Delitzsch, Goitzsche, Köckern, Golpa und 1993 zu FB Marketing, 1994 FB Technik und 1995 zum FB Koordinierung/Dispatching. 1996 war er Hauptsachbearbeiter im Industriekraftwerk Holzweißig (Verkehrsbau-Union Magdeburg).
Helmut Wolf ist verheiratet und hat 2 Kinder.

## Politik
Bei der sachsen-anhaltischen Landtagswahl von 1998, bei der die DVU 12,9 % erhielt, zog er mit 15 weiteren Abgeordneten in den dortigen Landtag ein und wurde Fraktionsvorsitzender. Im Landtag war er Mitglied im Ausschuss für Bildung
und Wissenschaft.
Er fiel vor allem durch verbale Entgleisungen auf. Die damalige Landesregierung bezeichnete er als „Höppner-Regime“, Homosexualität als „sexuelle Abartigkeit“. Außerdem kam heraus, dass er seine frühere Ehefrau misshandelt hatte. Ende 1999 gab er das Amt des Fraktionsvorsitzenden an Claudia Wiechmann ab. Als die Landtagsfraktion sich mit der Bundespartei überwarf, gründete er mit Wiechmann und einigen weiteren ehemaligen DVU-Abgeordneten die FDVP, für die er anschließend noch bis 2002 im Landtag saß.